# Mer av dig
Mer av dig är en låt framförd av Theoz i Melodifestivalen 2023. Låten som deltog i den andra deltävlingen, gick vidare till semifinalen.
Låten är skriven av Axel Schylström, Jakob Redtzer, Peter Boström och Thomas G:son.